# Jízda smrti linky 834
Jízda smrti linky 834 (v německém originále Todesfahrt der Linie 834) je první díl páté řady německého akčního seriálu Kobra 11. Premiérově odvysílán byl 5. dubna 2001 na stanici RTL, v Česku 4. prosince 2001 na TV Nova.

## Obsazení
| Erdogan Atalay    | Semir Gerkhan    |
| René Steinke      | Tom Kranich      |
| Thure Riefenstein | Dalhoff          |
| Charlotte Schwab  | Anna Engelhardt  |
| Carina Wiese      | Andrea Schäfer   |
| Gottfried Vollmer | Dieter Bonrath   |
| Dietmar Huhn      | Horst Herzberger |
| Laura Lass        | Kati             |